# 新上武大橋

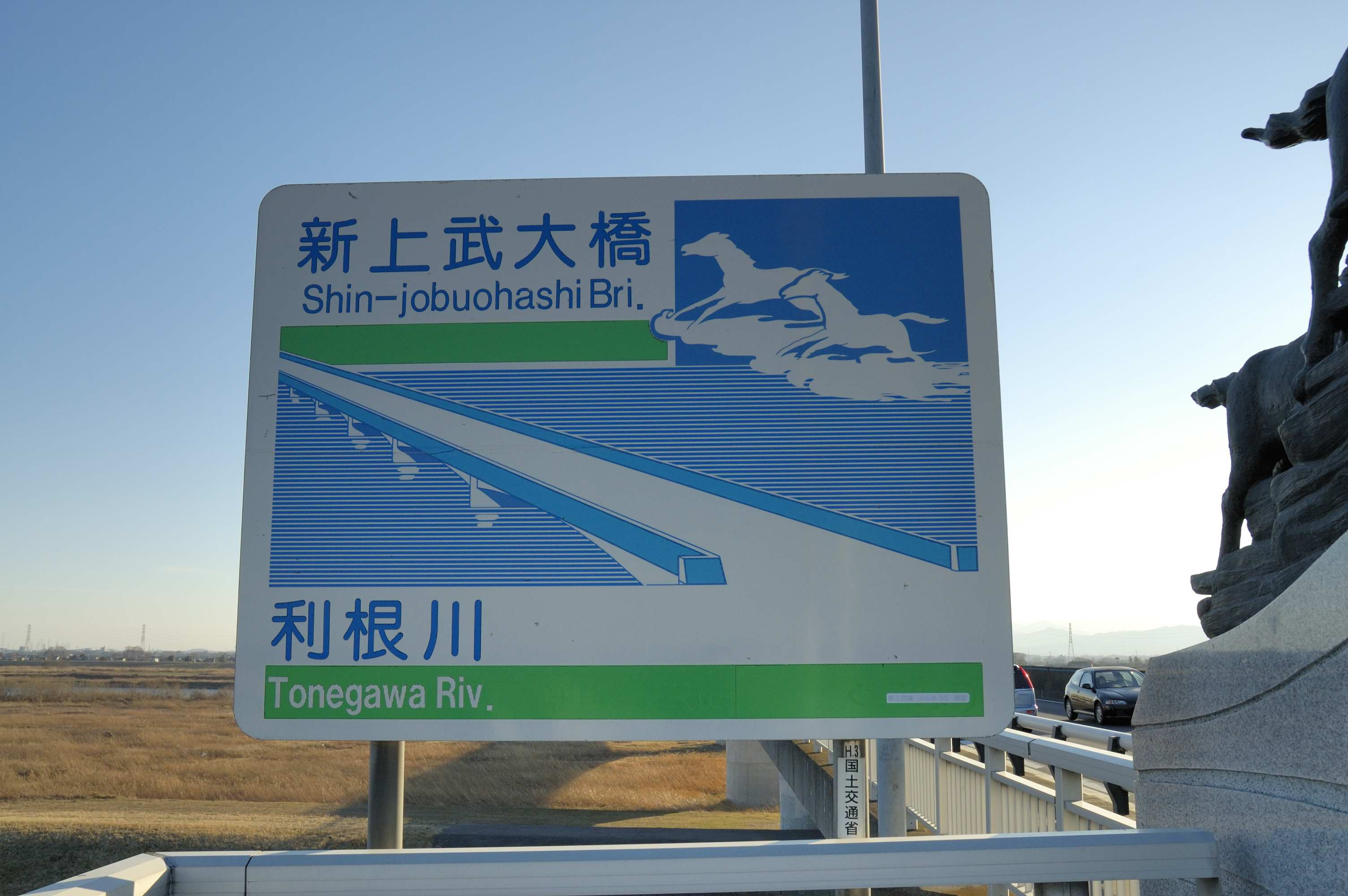
群馬県側の新上武大橋看板

新上武大橋（しんじょうぶおおはし、Shin-Jobuohashi.Bridge）は、1992年2月20日に国道17号 上武道路開通に伴い、利用が開始された埼玉県深谷市高島と群馬県太田市武蔵島町を結ぶ利根川および小山川を渡る橋である。橋の親柱は埼玉、群馬両県のシンボルがデザインされている。
群馬県側のモニュメント：馬

埼玉県側のモニュメント：勾玉
橋の群馬県側から東京（日本橋）までの距離がちょうど80kmである。
千葉県銚子市の利根川河口までは171kmである。

## 概要
新上武大橋は、利根川を渡る944.5mの長大橋で、群馬県内の一般国道としては最長の橋である。計画にあたっては、橋のデザインなどを周辺の環境との調和を重視した設計された。親柱は埼玉県側が飛翔するシラコバト、群馬県側は疾走する馬をデザインしている。橋の群馬県側には尾島パーキング（料金所になる計画もあった）が設置されている。工事は1986年（昭和61年）から1988年（昭和63年）までニューマチックケーソン工法で下部工を施工、引き続き上部工を施工し1992年（平成4年）に完成した。
埼玉県側に新上武大橋に連続して橋長206.8mの取付高架、および小山川と埼玉県道45号本庄妻沼線を跨ぐ橋長185.5mの小山川橋とその取付高架があり、これらを含めると全長は約1.6kmになる。
橋の名前の由来も上流の「上武大橋」の新橋ということから「新」と付いた。
現在では通勤・帰宅時の混雑も激しく、深夜もトラックの通行量が多い。橋の群馬県側は4車線化となり渋滞が緩和されたが、埼玉方面は未だに2車線のため混雑が激しい。
尾島パーキングもトラックなどの長距離輸送車ドライバーの利用が多く、運転手が仮眠をとっている姿が見られていたが、2012年3月30日に前橋方面に約3kmの太田市粕川町に「道の駅おおた」が開設しそちらにシフトしたため減少した。

### 橋の左岸・右岸
- 左岸：群馬県太田市武蔵島町
- 右岸：埼玉県深谷市高島

### 構造
- 橋格：1等橋（TL-20）
- 橋長：944.493m
- 幅員：11.5m
- 下部工：逆T式橋台1基、単柱式橋脚1基、
- 基礎工：ベノト杭基礎3基、ニューマチックケーソン基礎10基
- 上部工：4径間連続PCラーメン箱桁橋2連、3径間連続PCラーメン箱桁橋1連、単純PC箱桁橋1連

## 各都市までの距離

### 群馬県側
| 都市名   | 距離 (km) |
| -------- | --------- |
| 東京     | 80        |
| さいたま | 51        |
| 熊谷     | 15        |

### 埼玉県側
| 都市名 | 距離 (km) |
| ------ | --------- |
| 新潟   | 265       |
| 前橋   | 32        |
| 伊勢崎 | 17        |

## 隣の橋
- 利根川
（上流） - 坂東大橋 - 上武大橋 - 新上武大橋 - 刀水橋 - 武蔵大橋 - （下流）
- 小山川
（上流） - 小山橋 - 新明橋 - 新上武大橋 - 小山川橋 - 利根川に合流 - （下流）